# Bağlıca (Kızılcahamam)
Bağlıca è un villaggio nel distretto di Kızılcahamam, provincia di Ankara, Turchia.